# Hôtel de préfecture de la Charente-Maritime
L'hôtel de préfecture de la Charente-Maritime est un bâtiment situé à La Rochelle, en France. Il sert de préfecture au département de la Charente-Maritime.

## Description
La préfecture occupe trois hôtels particuliers : l'hôtel Poupet, l'hôtel Lanusse et l'hôtel de Pont des Granges.

## Localisation
L'édifice est situé dans le département français de la Charente-Maritime, sur la commune de La Rochelle.
L'hôtel de préfecture de la Charente-Maritime se situe au 38 rue Réaumur.

## Historique
L'hôtel Poupet est construit en 1785 pour l'armateur Michel Poupet. L'hôtel Lanusse est bâti sur un édifice plus ancien, mais transformé par le négociant Jean Lanusse lors de la construction de l'hôtel Poupet ; il voit sa façade transformée au XIXe siècle pour reprendre celle de ce dernier. L'hôtel de Pont des Granges est également construit au XVIIIe siècle et est l'ancienne propriété de la famille de Pont des Granges.
En 1814, les services de la préfecture, situés dans l'ancienne Intendance depuis 1810 et précédemment dans l'hôtel Monconseil à Saintes, s'installent dans les hôtels Poupet et Lanusse. L'hôtel de Pont des Granges est acheté en 1904.
La préfecture est inscrite au titre des monuments historiques le 10 mai 2006.

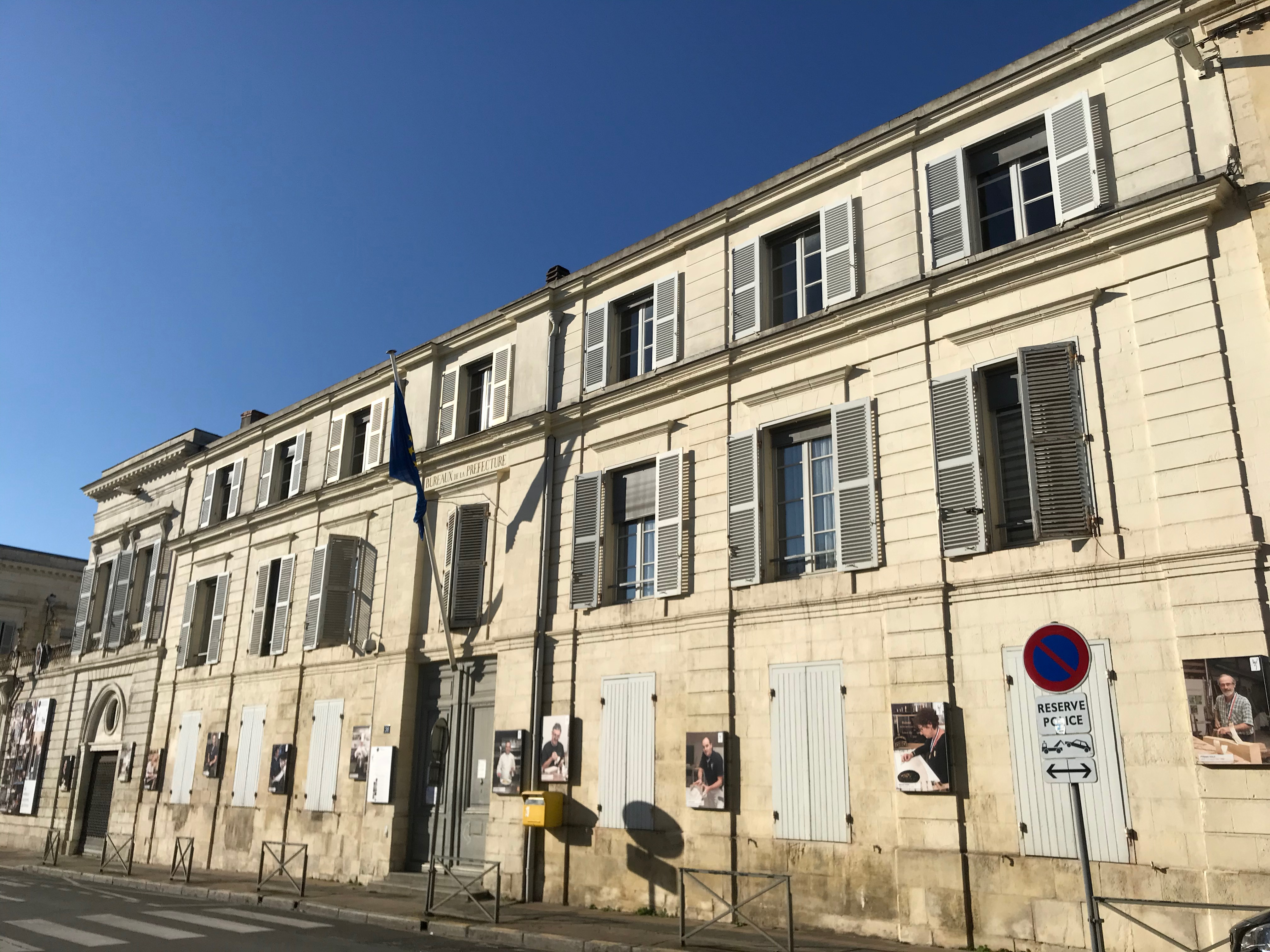
Hôtel Lanusse
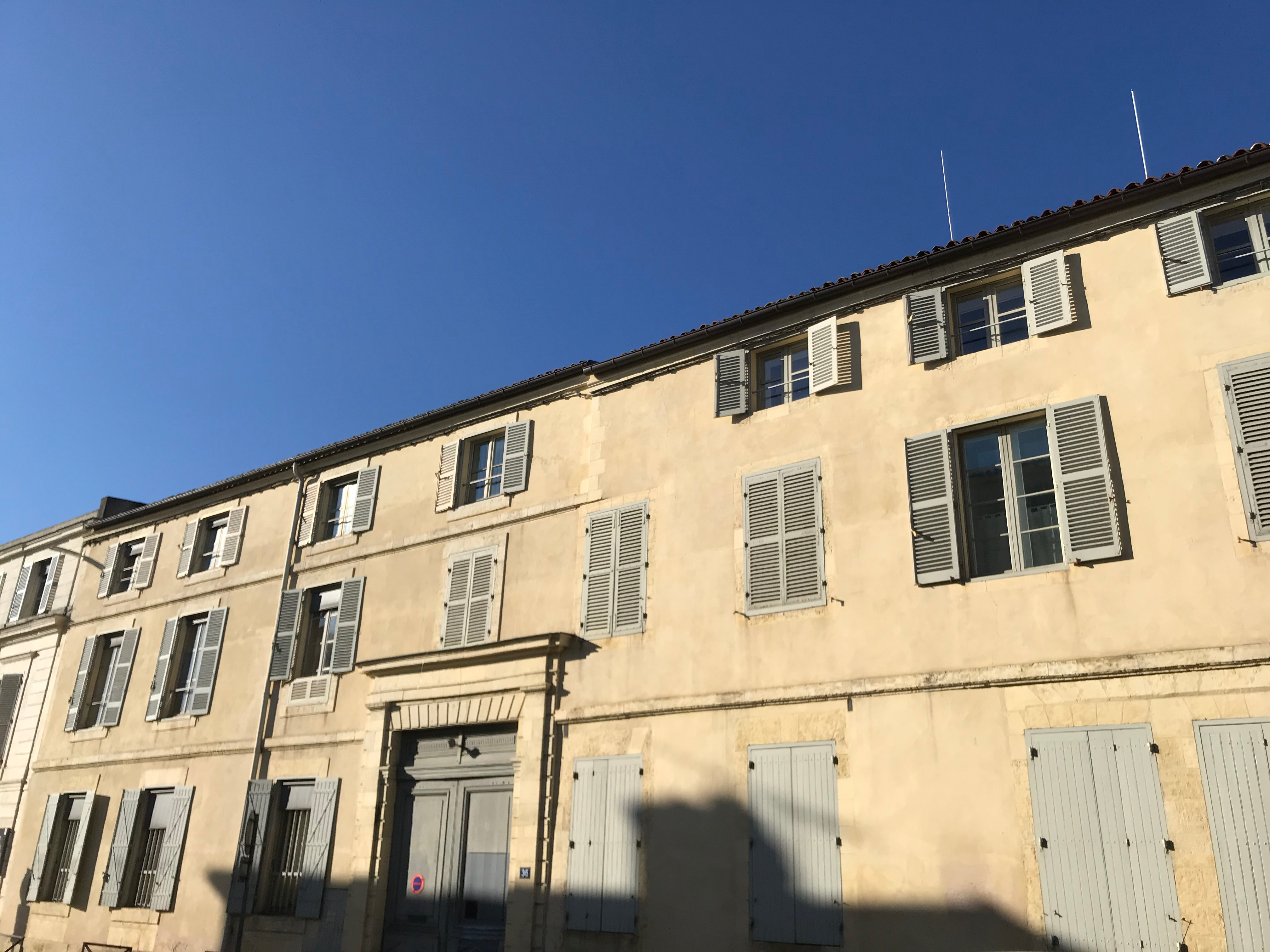
Hôtel de Pont des Granges

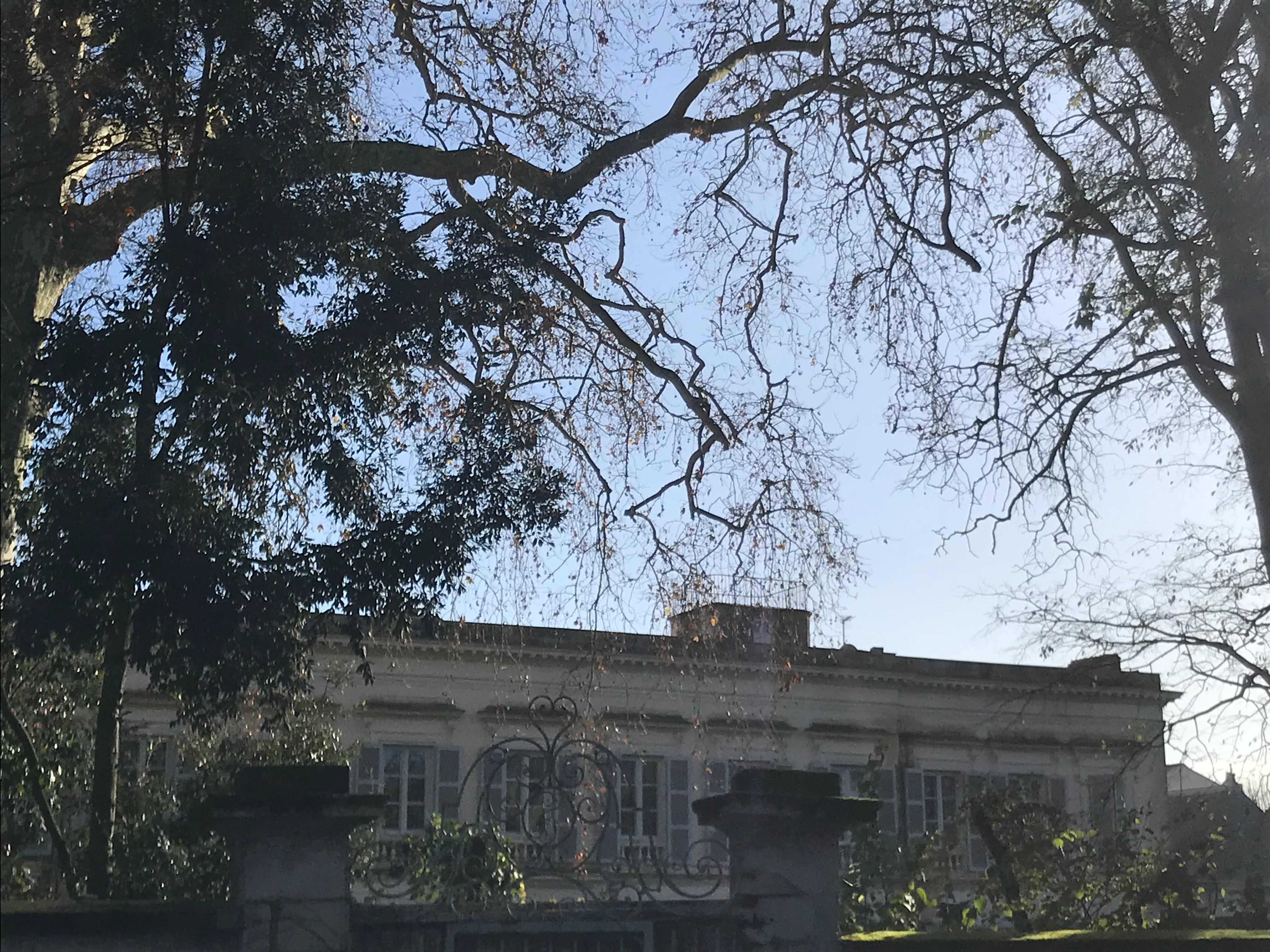
Hôtel Poupet, façade jardin
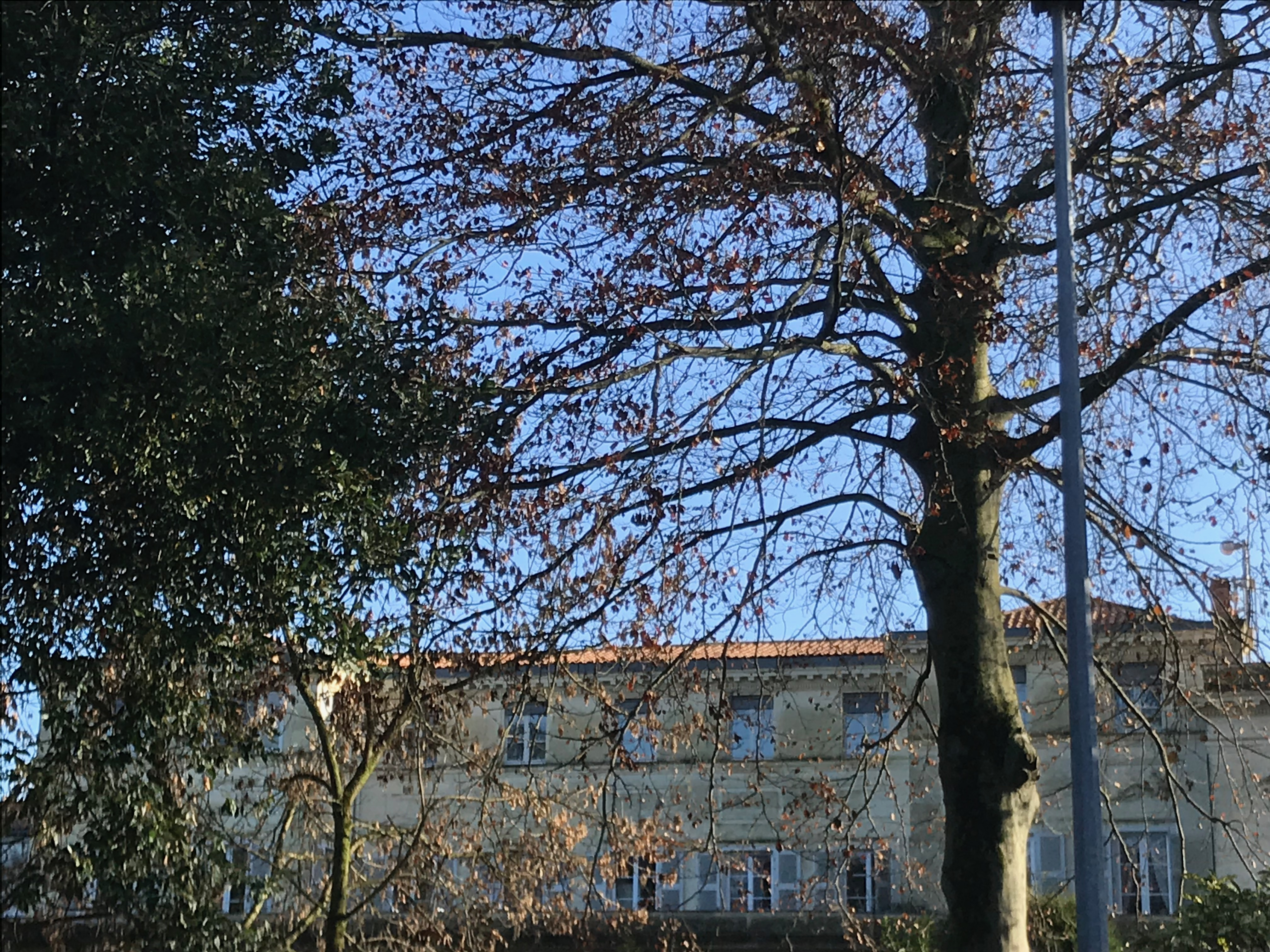
Hôtel Lanusse, façade jardin